# Гинекомастија
Гинекомастија је чест поремећај ендокриног система у којем постоји неканцерозно повећање величине груди код мушкараца. Већина дечака адолесцента, до 70%, имају неки развој груди током пубертета.. Новорођенчад и млади мушкарци често имају привремену гинекомастију због утицаја хормона мајки и хормоналних промена током пубертета, у одређеној мери.
Развој гинекомастије се обично повезује са бенигним променама током пубертета; код адолесцентских дечака, стање је често извор психолошког стреса. Међутим, 75% случајева пубертетске гинекомастије се реши у року од две године од појаве без лечења. У ретким случајевима, гинекомастија је позната да се везује за одређене болести. Гинекомастија може видети код особа са Клинефелтеровим синдромом или одређеним врстама рака, са поремећајима који укључују ендокрини систем или метаболичке дисфункције, уз коришћење одређених лекова, или код старијих мушкараца због природног пада производње тестостерона.
Поремећаји у ендокриног система који доводе до повећања односа естрогена/андрогена се сматра одговорним за развој гинекомастије. Ово се може јавити чак и ако су нивои естрогена и андрогена одговарајући али се однос мења. Поремећај се обично дијагностикује од стране лекара након детаљне историје и физичког прегледа. Конзервативно лечење гинекомастије је често, посебно јер се она обично решава сама од себе. Медицински третман гинекомастије који траје преко две године је често неефикасан. Лекови као што су инхибитори ароматазе сматрају се ефикасним у ретким случајевима гинекомастије код поремећаја као што су синдром вишка ароматазе или Пеуц-Џегерс-ов синдром, али хируршко уклањање вишка ткива је обично потребно.